# Lomnice (rivière)
 (janvier 2016).
Si vous disposez d'ouvrages ou d'articles de référence ou si vous connaissez des sites web de qualité traitant du thème abordé ici, merci de compléter l'article en donnant les références utiles à sa vérifiabilité et en les liant à la section « Notes et références ».
La Lomnice est une rivière de Tchéquie de 59 km de long. Elle est un affluent de l'Otava et donc un sous-affluent de l'Elbe, par la Vltava.